# Isotiocianato de alila
Isotiocianato de alila é o composto organossulfurado com a fórmula CH2CHCH2NCS. Apresenta-se como uma substância oleosa incolor e é responsável pelo sabor pungente de mostarda, raiz-forte, e wasabi. É levemente solúvel em água, mas bastante solúvel na maioria dos compostos orgânicos.